# Antônio de Pádua Costa
Antônio de Pádua Costa (Luís Corrêia, 12 de junho de 1943 - Pará, 14 de janeiro ou 5 de março de 1974) foi um estudante universitário e militante de esquerda membro do Partido Comunista do Brasil (PCdoB) durante o período da Ditadura Militar no Brasil em que lutou contra as forças armadas pela democracia.
Filho de Maria Jardilina da Costa e de João Lino da Costa, era conhecido pelo codinome Piauí, que adotou após passar a ser perseguido devido sua atuação política, durante o período em que participou da luta armada na Guerrilha do Araguaia, movimento atuante na região da Amazônia com o objetivo de implantar o socialismo com uma revolução iniciada no campo, assim como a Revolução Cubana e a Revolução Chinesa.
O guerrilheiro foi vice-comandante do Destacamento A e, após o desaparecimento do companheiro de movimento André Grabois, que nunca teve seu corpo encontrado, ele assumiu o comando de seu destacamento e um papel importante na liderança do grupo.
A causa de sua morte é desconhecida e como seus restos mortais não foram entregues aos seus familiares, que nunca puderam realizar seu sepultamento, Antônio é considerado um dos desaparecidos políticos da Ditadura Brasileira. Esse foi um dos casos investigados pela Comissão Nacional da Verdade, organismo que investiga desaparecimentos e mortes ocorridos durante o período do Regime Militar no Brasil.

## Biografia
Antônio de Pádua Costa nasceu no município nordestino Luís Correia, localizado ao norte do estado do Piauí. Ele era filho de Maria Jardilina da Costa e de João Lino da Costa.
O jovem estudava Astronomia/Física na Universidade Federal do Rio de Janeiro (UFRJ) e durante os anos de 1967 e 1970 entrou em contato com o movimento estudantil junto com outros guerrilheiros como Áurea Eliza Pereira e Arildo Valadão.
Ele também foi parte do Diretório Acadêmico do Instituto de Física de sua universidade e ainda membro do Conselho do Dormitório do Alojamento do “Fundão”. Em 1968, durante o 30° Congresso da União Nacional dos Estudantes (UNE), movimento do qual fazia parte e foi importante para a militância contra a opressão estabelecida durante a ditadura, no município de Ibiúna no estado de São Paulo, Antônio foi preso e após este episódio o militante passou a ser perseguido por militares e a viver na clandestinidade tendo que adotar o codinome Piauí para se proteger.
Já nos anos 1970, o militante se juntou ao grupo mais tarde denominado como Guerrilha do Araguaia retornando ao estado onde nasceu. O movimento, criado pelo Partido Comunista do Brasil (PCdoB), continha cerca de oitenta pessoas que se estabeleceram na região do rio Araguaia e lutavam para estabelecer o socialismo por meio de uma revolta popular iniciada no campo, inspirado no movimento de Mao Tsé-Tung.
Piauí chegou a ser vice-comandante do Destacamento A  do movimento e, em decorrência do desaparecimento do guerrilheiro André Grabois, ele assumiu o comando no lugar de seu parceiro.
De acordo com o Relatório Arroyo, documento sobre a luta no Araguaia, Piauí estava presente em um tiroteio ocorrido no dia 14 de janeiro de 1974 com dois colegas, que foram perseguidos por militares enquanto colhiam mandiocas, e essa foi a última vez em que o piauiense foi visto. Todavia, um Relatório da Marinha de 1993 declara a morte do guerrilheiro no dia 5 de março de 1974.

## Circunstâncias de morte
Apesar da divergência entre o Relatório Arroyo, que atesta o desaparecimento de Antônio no dia 14 de janeiro de 1974 após um tiroteio com militares e do Relatório da Marinha que atesta a morte do militante no dia 5 de março de 1974 existem diversas declarações sobre o paradeiro de Antônio de Pádua Costa.
Em declaração para o Ministério Público Federal (MPF), Pedro Moraes da Silva afirmou no dia 4 de julho de 2001, que ele e outros companheiros de guerrilha, estiveram em uma casa na região quando dois moradores os mostraram uma foto que teria caído da mochila de um militar contendo Piauí amarrado em um local desconhecido.
Além disso, na data do dia 6 de julho de 2001, José Francisco Dionísio declarou que Antônio havia andado até a cidade São Domingos do Araguaia acompanhado por militares após ter sido denunciado e preso por um cidadão local chamado Antônio Almeida. Ainda neste dia, Adalgisa Moraes da Silva informou ter visto Piauí e mais um jovem sendo presos em São Domingos.
Um depoimento também feito para o Ministério Público Federal (MPF), na data do dia 12 de julho de 2001, de Manoel Leal Lima, atesta que o guerrilheiro foi visto preso em companhia de dois outros membros do movimento e que ele foi usado como guia para explorar a região e, com o fim da guerrilha, morto na prisão de Bacaba. Raimundo Nonato dos Santos forneceu dois dias depois a mesma informação, mas adicionou que o militante apenas mostrou lugares vazios e que nas primeiras missões exploratórias, o jovem não só dormia como também andava amarrado, mas que com o tempo passou a ter permissão para andar solto. Todavia, após a quinta jornada Antônio não acompanhava mais os soldados e nunca mais foi visto.
Dessa forma, um documento criado pelo Ministério Público Federal (MPF) afirma que Piauí foi sequestrado pelo militar José Jimenez no dia 24 de janeiro de 1974 e conduzido para a base de Bacaba, que ficava sob as ordens de Sebastião Curió. Em seguida, o guerrilheiro foi aprisionado e submetido à torturas físicas e psicológicas. O organismo ainda atesta ter uma foto do jovem em vida, preso e sob os cuidados de forças repressoras do estado. Além disso, também foi concluído que os guerrilheiros Maria Célia Corrêa, Hélio Luiz Navarro de Magalhães, Daniel Ribeiro Callado e Telma Regina Cordeiro Corrêa foram presos também junto com Antônio de Pádua Costa. De acordo com o órgão, Curió atuou como comandante operacional da Operação Marajoara, ordenando e participando do sequestro dos militantes, os submetendo a maus tratos e torturas físicas e psicológicas.

## Investigação
A Comissão Nacional da Verdade é um órgão que foi implantado no Estado Brasileiro para ter a responsabilidade de investigar violações ao Direitos Humanos ocorridas durante a Ditadura Militar no Brasil.
O organismo considera Antônio de Pádua Costa como um desaparecido político devido seus restos mortais nunca terem sido entregue aos seus familiares e seu sepultamento jamais acontecido. Eles recomendam a continuação das investigações para que a certidão de óbito do guerrilheiro seja retificada e que os agentes responsáveis por sua morte sejam devidamente identificados e culpabilizados.

## Homenagens
Em 2010, o Museu do Piauí recebeu a exposição “A Ditadura Militar no Brasil, 1964-1985” e um memorial em homenagem aos piauienses Antônio de Pádua Costa, Antônio Araújo Veloso e Simão Pereira da Silva, todos vítimas da ditadura militar.  A exposição e o memorial são parte do projeto “Direito à Memória e à Verdade”, desenvolvido pela Secretaria Especial dos Direitos Humanos da Presidência da República com o objetivo de recuperar e divulgar o que houve durante a ditadura e evitar com que esse período da história brasileira se repita.
No mesmo ano, na data de 20 de março foi inaugurado um memorial no município Ibiúna, cidade onde Antônio foi preso pela primeira vez devido sua atuação no movimento estudantil, em São Paulo um painel em homenagem aos aos mortos e desaparecidos durante a ditadura militar. A homenagem é um painel feito por Cristina Pozzobon, uma artista plástica, e representa com fotos 23 mortos pelas repressões ocorridas durante o período. No memorial presente na Praça da Matriz também está presente o nome das 719 pessoas que foram presas e torturadas na época.
Além disso, no município de Pindamonhangaba, no estado de São Paulo, existe uma rua com o nome Antônio de Pádua Costa.